# Клименко, Яков Селиверстович
Яков Селиверстович Клименко (1921 — 21 апреля 1956) — полный кавалер ордена Славы, участник Великой Отечественной войны. Механик-водитель танка Т-34 2-го танкового батальона 91-й Фастовской Краснознамённой орденов Суворова и Богдана Хмельницкого танковой бригады, старший сержант.

## Биография
Родился в 1921 году в селе Боровка (ныне Макаровский район, Киевской области (Украины) в крестьянской семье. Украинец. В 1937 году окончил школу-семилетку, в 1939 году — курсы водителей. Жил в городе Новоград-Волынский, работал водителем.
Участник Великой Отечественной войны с первых дней, в РККА с мая 1941 года. Член ВКП(б) с 1943 года. Воевал на Западном, Сталинградском, Донском, Центральном, Воронежском и 1-м Украинском фронтах. Принимал участие в оборонительных боях на территории Белоруссии, Сталинградской битве, освобождении Левобережной Украины, Киевской, Житомирско-Бердичевской, Проскуровско-Черновицкой, Львовско-Сандомирской, Сандомирско-Силезской, Берлинской и Пражской наступательных операциях.
В ходе Киевской наступательной операции при освобождении города Фастов в составе экипажа за 6 и 7 ноября 1943 года уничтожил артиллерийское орудие, 5 автомашин, 5 пулемётов, 15 повозок с военным имуществом, до 60 солдат противника — награждён Орденом Красной Звезды.
Орден Славы 3-й степени — в ходе Львовско-Сандомирской наступательной операции в боях у села Сасов в период с 18 по 20 июля 1944 года экипаж Я. С. Клименко подбил штурмовое орудие, 2 автомашины, бронетранспортёр и уничтожил миномётную батарею, 3 пулемёта, 4 автомашины с боеприпасами, 7 повозок с военным имуществом, до 30 солдат противника — награждён орденом Отечественной войны 2-й степени.
В ходе последующих боев в августе 1944 года экипаж Я. С. Клименко 7 раз принимал участие в атаках позиций противника и 7 раз — в отражении контратак вражеских танков и пехоты, в ходе которых экипаж уничтожил штурмовое орудие, 5 противотанковых орудий, 6 миномётов, 4 автомашины, 6 станковых и 11 ручных пулемётов, свыше 80 солдат и офицеров противника — награждён Орденом Отечественной войны 2-й степени.
Орден Славы 2-й степени — в ходе Сандомирско-Силезской наступательной операции в боях за город Николаи (ныне Миколув) и село Орнонтовице (ныне Миколувский повят Силезского воеводства, Польша) 27 января 1945 года экипаж Я. С. Клименко огнём и гусеницами уничтожил 2 танка, 2 бронетранспортёра, 5 пушек, 1 станковый и 2 ручных пулемёта, 10 автомашин, 4 повозки с военным имуществом, 3 мотоцикла и до 50 солдат противника. Командиром батальона механик-водитель был представлен к награждению орденом Красного Знамени.
Орден Славы 1-й степени — в апреле 1945 года в уличных боях в Берлине Я. С. Клименко не имел ни единой поломки, обеспечив постоянную готовность боевой машины к выполнению задач. Экипаж танка уничтожил штурмовое орудие, 2 бронетранспортёра, до 10 машин с боеприпасами и военным имуществом, до 20 солдат противника.
В 1945 году демобилизован в звании старшины. Вернулся в родное село. Работал председателем колхоза, но вскоре вышел на пенсию по инвалидности. Умер 21 апреля 1956 года в киевском госпитале.

## Награды
- Орден Отечественной войны 2-й степени (30 октября 1944)
- Орден Славы 1-й степени (29 июня 1945)
- Орден Славы 2-й степени (7 марта 1945)
- Орден Славы 3-й степени (12 августа 1944)
- Орден Красной Звезды (8 ноября 1943)
- Медали